# Ванн (Небраска)
Ванн (англ. Wann) — переписна місцевість (CDP) в США, в окрузі Сондрес штату Небраска. Населення — 102 особи (2020).

## Географія
Ванн розташований за координатами 41°8′28″ пн. ш. 96°21′43″ зх. д. / 41.14111° пн. ш. 96.36194° зх. д. (41.141152, -96.361974).  За даними Бюро перепису населення США в 2010 році переписна місцевість мала площу 3,89 км², з яких 3,86 км² — суходіл та 0,03 км² — водойми.

## Демографія
Згідно з переписом 2010 року, у переписній місцевості мешкало 86 осіб у 36 домогосподарствах у складі 23 родин. Густота населення становила 22 особи/км².  Було 41 помешкання (11/км²).
Расовий склад населення:
| - 100,0 % — білих |

До двох чи більше рас належало 0,0 %. Частка іспаномовних становила 0,0 % від усіх жителів.
За віковим діапазоном населення розподілялося таким чином: 26,7 % — особи молодші 18 років, 62,8 % — особи у віці 18—64 років, 10,5 % — особи у віці 65 років та старші. Медіана віку мешканця становила 42,3 року. На 100 осіб жіночої статі у переписній місцевості припадало 120,5 чоловіків;  на 100 жінок у віці від 18 років та старших — 125,0 чоловіків також старших 18 років.
Цивільне працевлаштоване населення становило 100 осіб. Основні галузі зайнятості: сільське господарство, лісництво, риболовля — 30,0 %, фінанси, страхування та нерухомість — 27,0 %, освіта, охорона здоров'я та соціальна допомога — 17,0 %, науковці, спеціалісти, менеджери — 9,0 %.